# Équipe de Serbie de football en 2008
 (février 2013).
Cet article traite de l'année 2008 de l'équipe de Serbie de football.

## Les matchs de l'équipe
- Matchs amicaux de 2008:

- -  Macédoine du Nord - Serbie : 6 février 2008, Skopje, Macédoine Résultat : 1-1 (Lazović 43e)
  -  Ukraine - Serbie : 26 mars 2008, Odessa, Ukraine Résultat : 2-0
  -  République d'Irlande - Serbie : 24 mai 2008, Dublin, Irlande Résultat : 1-1 (Pantelić 75e)
  -  Russie - Serbie : 28 mai 2008, Moscou, Russie Résultat : 2-1 (Pantelić 41e)
  -  Allemagne - Serbie : 31 mai 2008, Gelsenkirchen, Allemagne Résultat : 2-1 (Janković 19e)
  - Serbie -  Bulgarie : 19 novembre 2008,Stade du Partizan Belgrade, Résultat : 6-1 (Jovanović 9e et 20e, Milošević 27e et 33e, Milijaš 56e, Lazović 67e)
  - Serbie B-  Pologne B : 14 décembre 2008, Belek, Turquie, Résultat : 0-1

- Matchs amicaux de 2009:

- -  Chypre - Serbie : 10 février 2009, Nicosie, Chypre Résultat :0-2 (Jovanović 25e, et Lazović 42e)
  -  Ukraine - Serbie : 11 février 2009, Limassol, Chypre Résultat : 1-0
  - Serbie -  Suède : 1er avril 2009, Stade du Partizan, Belgrade Résultat :2-0 ( Žigić 1re (37e seconde), et Janković 82e)
  -  Afrique du Sud - Serbie : 12 août 2009, Loftus Versfeld Stadium, Pretoria, Afrique du Sud Résultat : 1-3  (Tošić 56e et 77e,  Lazović 68e).
  -  Irlande du Nord- Serbie : 14 novembre 2009, Belfast, Résultat: 0-1 (Lazović 57e)
  -  Corée du Sud- Serbie : 18 novembre 2009, Craven Cottage Londres,Résultat: 0-1 (Žigić 7e)

- Qualifications pour la coupe du monde de football de 2010 :

À la suite du tirage au sort du 25 novembre 2007, la Serbie fait partie du groupe 7. Elle affrontera les pays suivants :
- - Serbie -  Îles Féroé : 6 septembre 2008, Belgrade, Serbie  Résultat : 2-0 (Jacobsen 29e csc, Žigić 87e)
  -  France - Serbie : 10 septembre 2008, Stade de France, France Résultat : 2-1 (Ivanović 77e)
  - Serbie -  Lituanie : 11 octobre 2008, Belgrade, Serbie Résultat : 3-0 (Ivanović 10e, Krasić 42e, Žigić 82e)
  -  Autriche - Serbie : 15 octobre 2008, Vienne, Autriche Résultat : 1-3  (Krasić 14e, Jovanović 18e,  Obradović 24e).
  -  Roumanie - Serbie : 28 mars 2009, Constanţa, Roumanie Résultat : 2-3  (Jovanović 18e, Vidić 44e,  Ivanović 59e).
  - Serbie -  Autriche : 6 juin 2009, Belgrade, Serbie Résultat : 1-0 (Milijaš 7e)
  -  Îles Féroé - Serbie : 10 juin 2009, Tórshavn, Îles Féroé Résultat : 0-2  (Jovanović 45e, Subotić 62e).
  - Serbie -  France : 9 septembre 2009, Belgrade, Serbie Résultat : 1-1 (Milijaš 13e)
  - Serbie -  Roumanie : 10 octobre 2009, Stade de l'Étoile rouge, Belgrade, Serbie Résultat : 5-0 (Žigić 37e, Pantelić 50e, Kuzmanović 78e, Jovanović 86e et 90e)
  -  Lituanie - Serbie : 14 octobre 2009, Kaunas, Lituanie Résultat : 2-1 (Kalonas 19e penalty, Tošić 60e, Stankevičius 69e penalty)